# Brycoptera lobata
Brycoptera lobata är en insektsart som beskrevs av David R. Ragge 1981. Brycoptera lobata ingår i släktet Brycoptera och familjen vårtbitare. Inga underarter finns listade i Catalogue of Life.